# Гаряча сепарація
Гаря́ча сепара́ція (англ. hot separation; нім. Heissseparation f — у газо- і нафтовидобуванні — сепарація вуглеводнів шляхом відбирання найбільш летких вуглеводнів і забезпечення необхідного тиску насичених парів із нагрітої (40—60 °C) нафти при створенні вакууму.